# Västmanland-Nerikes BK
Västmanland-Nerikes BK var en svensk fotbollsklubb som spelade i Svenska serien 1910, och slutade sjua. Spelare lånades från klubbarna Örebro BK, IFK Köping och IFK Västerås, som valdes ut efter två testmatcher innan serien sparkade igång. Hemmamatcherna spelades på Örebro IP. Klubbens ordförande var Charles Löfgren, och Emanuel Grahn var tränare.